# Putain de sorcière
Pour plus de détails, voir Fiche technique et Distribution.
Putain de sorcière est un film français réalisé par Gilbert Roussel en 1982.

## Synopsis
Louise vit recluse dans une masure au fond des bois avec Joseph, un sourd-muet. Elle s'adonne à la sorcellerie dans le but de rendre la parole à son compagnon. Louise attise la convoitise des hommes alentour, jusqu'au jour où Nicolas de Rouvière, notable qu'elle a surpris avec une lycéenne, la rattrape, la viole et la tue. Une enquête est ouverte pour retrouver le meurtrier de Louise. Le juge d’instruction découvre que Louise et Joseph n’ont pas d’état civil mais il se refuse à croire à la sorcellerie. Nicolas sombre peu à peu dans la folie et une nuit, tombé en panne en pleine campagne, il voit son pare-brise se couvrir de sang et Louise marcher vers lui. Joseph retrouve la parole et il confie au juge un paquet qui contient les vêtements ensanglantés de Louise que Nicolas avait pourtant brûlés. Nicolas avoue son crime et il voit apparaître Louise dans l'embrasure de la porte.

## Fiche technique
- Titre original : Putain de sorcière
- Autres titres francophones : La Fille du fond du bois
- Réalisation : Gilbert Roussel
- Scénario : Gilbert Roussel
- Musique : Guy Simon
- Directeur de la photographie : Gérard Simon
- Montage : Jean-François Hautin
- Script : Monique Roussel
- Production : Georges Combret
- Directeur de production : Paul Laffargue
- Régie : Sophie Colombier
- Société(s) de production : Europrodis
- Distribution : Audifilm
- Pays d’origine :  France
- Langue originale : français
- Format : couleur — son Mono
- Tournage : Pont-Saint-Esprit
- Genre : érotique, film fantastique
- Durée : 81 minutes
- Dates de sortie : France : 27 octobre 1982
- Visa : 55268
- Mention : Interdiction aux mineurs - 16 ans[2]

## Distribution
- Pascale Vital : Louise
- Cyril Val : Nicolas de Rouvière
- Georges Da Silva : Joseph
- Melody Bird : La bouchère
- Guy Simon : Le juge
- Élizabeth Buré : Rose
- Jean Hérel : Le cultivateur
- Jacques Chailleux : Le paysan voyeur
- Dominique Devaux